# Cabeza (vaso)

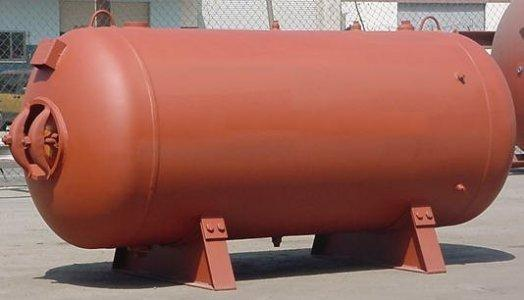
Vaso a presión de acero

Una cabeza es una de las tapas de los extremos de un recipiente a presión de forma cilíndrica.

## Formas
La forma de las cabezas utilizados pueden variar. Las formas más comunes de la cabeza son:

### Cabeza hemisférica
Una esfera es la forma ideal para una cabeza, debido a que la presión en el recipiente se divide por igual en toda la superficie de la cabeza. El radio (r) de la cabeza es igual al radio de la parte cilíndrica del recipiente.

### Cabeza toriesférica

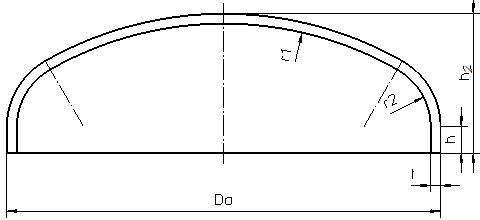
Esquemá de una cabeza torisférica.

Estas cabezas tienen un plato con un radio fijo (r1), el tamaño del cual depende del tipo de la cabeza toriesférica.   La transición entre el cilindro y el plato se llama nudillo. El nudillo tiene una forma toroidal. 

### Cabeza plana

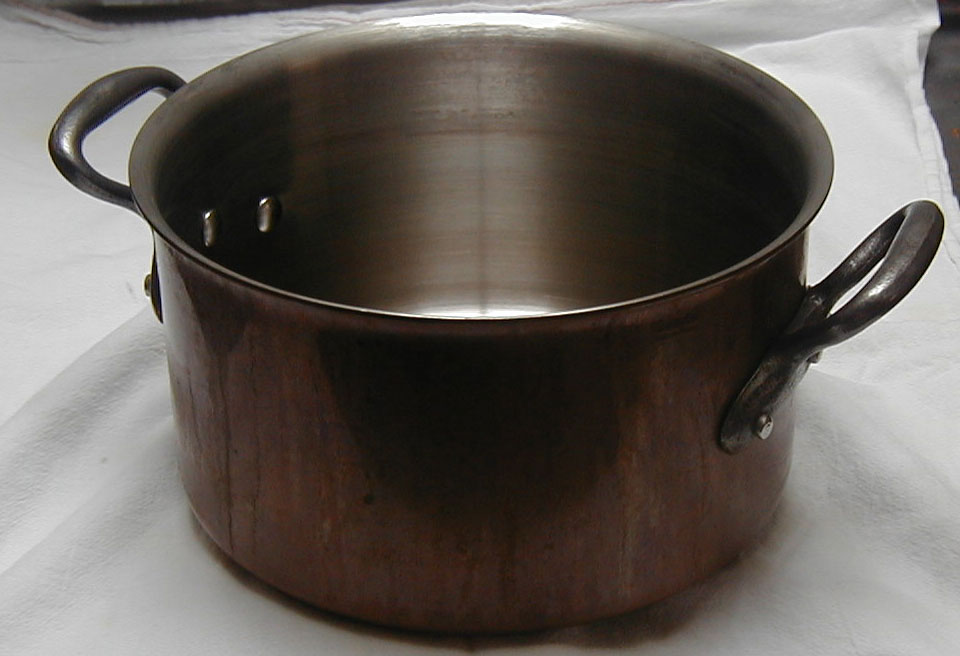
Las ollas típicamente tienen un fondo con forma de cabeza plana

Esta es una cabeza que consiste en un nudillo toroidal que se conecta a una placa plana. Este tipo de cabeza se utiliza típicamente para la parte inferior de los utensilios de cocina.

### Cabeza difusora

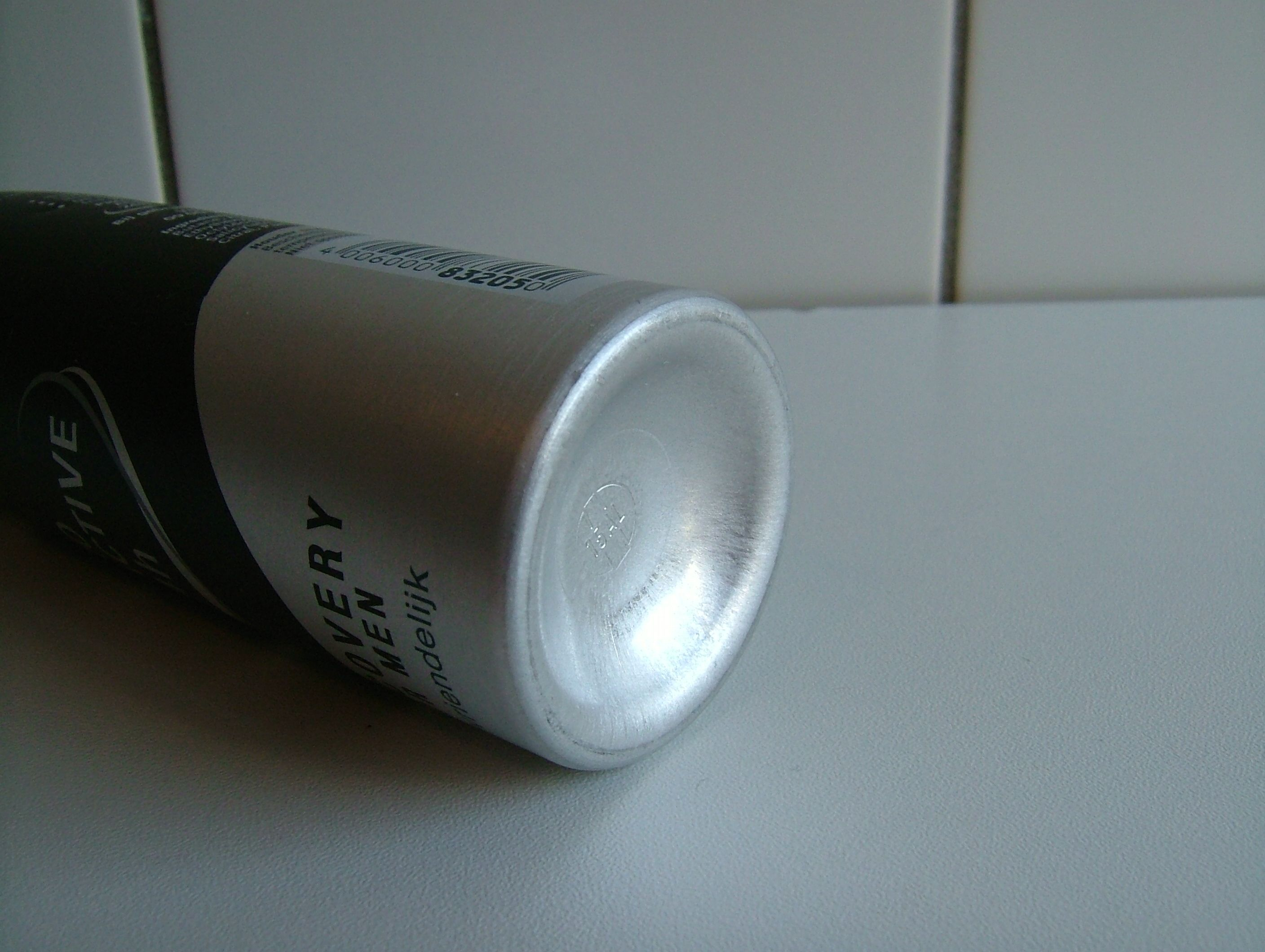
La aplicación típica de una cabeza difusora: el fondo de un envase de spray aerosol

Este tipo de cabeza a menudo se encuentra en la parte inferior de las latas de aerosol. Es una cabeza toriesférica invertida.

### Cabeza cónica
Este es un cono en forma de cabeza.